# Округ Њу Мадрид (Мисури)
Њу Мадрид (енгл. New Madrid County) је округ у америчкој савезној држави Мисури.

## Демографија
По попису из 2010. године број становника је 18.956, што је 804 (-4,1%) становника мање него 2000. године.
| Група             | 2000.          | 2010.          |
| Белци             | 16.345 (82,7%) | 15.380 (81,1%) |
| Афроамериканци    | 3.035 (15,4%)  | 2.999 (15,8%)  |
| Азијати           | 27 (0,1%)      | 80 (0,4%)      |
| Хиспаноамериканци | 183 (0,9%)     | 214 (1,1%)     |
| Укупно            | 19.760         | 18.956         |